# Сіньяли (Вурнарський район)
Сінья́ли (рос. Синьялы, чув. Ҫӗньял) — присілок у складі Вурнарського району Чувашії, Росія. Входить до складу Калінінського сільського поселення.
Населення — 174 особи (2010; 217 у 2002).
Національний склад:
- чуваші — 96 %